# Martha Sleeper
Martha Sleeper est une actrice américaine née le 24 juin 1907 à Lake Bluff, Illinois (États-Unis), et morte le 25 mars 1983 à Beaufort (États-Unis).

## Filmographie
- 1923 : The Mailman : Betty
- 1924 : The Racing Kid
- 1924 : Trailing Trouble
- 1924 : Please, Teacher!
- 1924 : A Ten Minute Egg de Leo McCarey
- 1924 : Seeing Nellie Home de Leo McCarey
- 1924 : Sweet Daddy de Leo McCarey
- 1924 : Outdoor Pajamas de Leo McCarey
- 1924 : Low Bridge
- 1924 : Should Landlords Live?
- 1924 : Too Many Mammas de Leo McCarey
- 1924 : Every Man for Himself
- 1924 : Trempé jusqu'aux os (All Wet) de Leo McCarey
- 1924 : The Royal Razz de Leo McCarey
- 1925 : Le Piège à rats (The Rat's Knuckles) de Leo McCarey : Flirty McFickle
- 1925 : Plain and Fancy Girls de Leo McCarey
- 1925 : Bad Boy de Leo McCarey : La petite-amie de Jimmy
- 1925 : Are Husbands Necessary?
- 1925 : Le Grand Chaperon rouge (Big Red Riding Hood) de Leo McCarey : Employée à la librairie
- 1925 : Wild Papa
- 1925 : Sure-Mike : Vermuda
- 1925 : Sherlock Sleuth : Standardiste à l'hôtel
- 1925 : Innocent Husbands de Leo McCarey : Une fille à la fête
- 1925 : Tame Men and Wild Women
- 1925 : There Goes the Bride de James W. Horne
- 1925 : Better Movies : Teenaged 'Vamp'
- 1925 : Le Mariage de Dudule (Should Sailors Marry?) de James Parrott : Smyrna
- 1925 : Laughing Ladies
- 1925 : Hold Everything de Leo McCarey et Fred Guiol
- 1926 : A Punch in the Nose
- 1926 : What's the World Coming To? : Butler
- 1926 : Your Husband's Past
- 1926 : Dizzy Daddies
- 1926 : Ukulele Sheiks
- 1926 : Madame Mystery de Richard Wallace et Stan Laurel
- 1926 : Baby Clothes : Leggy lady
- 1926 : Mum's the Word de Leo McCarey : La jeune fille nerveuse
- 1926 : Say It with Babies de Fred Guiol : La femme d'Hector
- 1926 : Don Key (Son of Burro) : Maid
- 1926 : Vive le roi (Long Fliv the King) de Leo McCarey : Princesse Helga de Thermosa
- 1926 : Never Too Old
- 1926 : Un mariage mouvementé (Thundering Fleas) de Robert F. McGowan : la mariée
- 1926 : Deux maris, des soucis ! (Along Came Auntie) de Fred Guiol et Richard Wallace : Marie, la domestique
- 1926 : Crazy Like a Fox de Leo McCarey : La fiancée
- 1926 : Should Husbands Pay? : L'épouse
- 1926 : Bromo and Juliet de Leo McCarey : Petit rôle
- 1926 : Wise Guys Prefer Brunettes
- 1927 : The Honorable Mr. Buggs de Fred Jackman : La fiancée
- 1927 : Jewish Prudence de Leo McCarey : Rachel Gimplewart
- 1927 : Fluttering Hearts de James Parrott : La jeune fille
- 1927 : Yale vs. Harvard : Rôle indéterminé
- 1927 : The Way of All Pants de Leo McCarey et F. Richard Jones
- 1927 : Love 'Em and Feed 'Em de Clyde Bruckman : Martha, la sténographe
- 1927 : Fighting Fathers
- 1927 : Vacances de M. Davidson (Flaming Fathers) de Leo McCarey et Stan Laurel : La fille
- 1928 : Pass the Gravy de Leo McCarey et Fred Guiol : La fille
- 1928 : Should Tall Men Marry? : Martha Skittle
- 1928 : Skinner's Big Idea : Dorothy
- 1928 : The Little Yellow House : Emmy Milburn
- 1928 : Danger Street : Kitty
- 1928 : Taxi 13 : Flora Mactavish
- 1929 : The Air Legion : Sally
- 1929 : The Voice of the Storm : Ruth
- 1930 : Cœurs impatients (Our Blushing Brides) de Harry Beaumont : Evelyn Woodforth
- 1930 : Madame Satan (Madam Satan) de Cecil B. DeMille : La femme-poisson (danseuse)
- 1930 : War Nurse : Helen
- 1931 : Girls Demand Excitement de Seymour Felix : Harriet Mundy
- 1931 : Ten Cents a Dance de Lionel Barrymore : Nancy Clark
- 1931 : A Tailor Made Man de Sam Wood : Corrine
- 1931 : Confessions of a Co-Ed (en) de David Burton et Dudley Murphy : Lucille
- 1932 : Le Bel Étudiant (Huddle) : Barbara Winston
- 1932 : Prenez garde au lion (The Chimp) de James Parrott : Ethel, la femme du propriétaire
- 1932 : Rasputin and the Empress de Richard Boleslawski
- 1933 : Le Secret de Madame Blanche (The Secret of Madame Blanche) de Charles Brabin : Chorus Girl Who Hears 'My Country Tis of Thee'
- 1933 : Rose de minuit (Midnight Mary) de William A. Wellman : Barbara Loring Mannering
- 1933 : Penthouse de W. S. Van Dyke : Sue Leonard
- 1933 : Mademoiselle Volcan (Bombshell) de Victor Fleming : Styliste de Lola
- 1933 : Rêves brisés (Broken Dreams) de Robert G. Vignola : Martha Morley
- 1934 : Mademoiselle Hicks (Spitfire) de John Cromwell : Eleanor Stafford
- 1934 : Hollywood Party, film collectif : une show-girl
- 1934 : West of the Pecos de Phil Rosen : Ril Lambeth
- 1935 : Tomorrow's Youth de Charles Lamont : Mrs. Hall
- 1935 : Great God Gold (en) de Arthur Lubin : Marcia Harper
- 1935 : Le Goujat (The Scoundrel) de Ben Hecht et Charles MacArthur : Julia Vivian
- 1935 : Two Sinners de Arthur Lubin : Elsie Summerstone
- 1936 : Rhythm on the Range de Norman Taurog : Constance
- 1936 : C'est donc ton frère (Our Relations) de Harry Lachman : la jeune femme sur la photo
- 1936 : Four Days' Wonder de Sidney Salkow : Nancy Fairbrother
- 1945 : Les Cloches de Sainte-Marie (The Bells of St. Mary's) de Leo McCarey : Mrs. Gallagher, la mère de Patsy

## Distinction
- 1927 : WAMPAS Baby Stars